# Legatsuche
Legatsuche ist ein Marketing-Instrument des Fundraising, bei welchem Gönner um eine letztwillige Begünstigung gebeten werden: die Legatsspender begünstigen per Kodizill meist eine gemeinnützige Institution mit einem Vermächtnis.
Die Legatsuche ist ein sehr ertragreiches Instrument der Geldbeschaffung, wenn es nicht isoliert von den anderen Fundraising-Instrumenten (Persönliches Bitten, Mailing, Veranstaltungen, Sponsoring usw.) und durch mit dem Betrieb des zu begünstigenden Sammelwerkes bestens vertraute Personen angewendet wird. 
Bei der Legatsuche ist die exakte oder jährliche Planung und die Gegenüberstellung bzw. Zuordnung von Aufwand und Ertrag schwer möglich. Gründe dafür sind u. a. der Umstand, dass sich der den Mittelfluss auslösende Tod der Gönner nicht vorhersagen lässt, die Dauer von durchschnittlich sieben Jahren, welche von der testamentarischen Begünstigung bis zum Eintreffen der gespendeten Mittel verstreicht, und der Umstand, dass die Erträge in relativ seltenem, dafür oft sehr großem Umfang anfallen. 